# مسجد تیلک
مسجد تیلک مربوط به دوره قاجار است و در شهرستان ساری، بخش چهاردانگه، دهستان چهاردانگه، روستای تیلک واقع شده و این اثر در تاریخ ۹ بهمن ۱۳۸۶ با شمارهٔ ثبت ۲۰۶۸۹ به‌عنوان یکی از آثار ملی ایران به ثبت رسیده است.